# Comuna Nastasiivka, Mîkolaiivka
Nastasiivka (în ucraineană Настасіівка) este o comună în raionul Mîkolaiivka, regiunea Odesa, Ucraina, formată din satele Nastasiivka (reședința), Novohrîhorivka și Pișceana Petrivka.

## Demografie
Componența lingvistică a comunei Nastasiivka
     Ucraineană (91,73%)
     Rusă (2%)
     Română (1,64%)
     Alte limbi (0,09%)
Conform recensământului din 2001, majoritatea populației comunei Nastasiivka era vorbitoare de ucraineană (91,73%), existând în minoritate și vorbitori de armeană (4,27%), rusă (2%) și română (1,64%).